# Inmigración guatemalteca en Estados Unidos
Los guatemaltecos son una de las comunidades centroamericanas en Estados Unidos, las comunidades están formadas por estudiantes, comerciantes, empresarios y deportistas. Según el censo del año 2018, había 1.524.743 guatemaltecos residiendo en los Estados Unidos, y representa el 0.03% de la población estadounidense.